# Buse Naz Çakıroğlu
Buse Naz Çakıroğlu, född 26 maj 1996 i Trabzon, är en turkisk boxare.

## Karriär
Vid OS 2020 tog Çakıroğlu silver i flugvikt. År 2019 tog hon silver i världsmästerskapen i flygvikt. 2020 tog hon VM-guld i lätt flygvikt. Hon har även tagit ett EM-silver och tre EM-guld.